# 岩屋寺 (京都市)
岩屋寺（いわやじ）は、京都市山科区にある曹洞宗の寺院（尼寺）。山号は神遊山。本尊は大聖不動明王。赤穂事件で有名な大石内蔵助が隠棲した所と伝えられ、大石寺とも称される。

## 歴史
寛平9年（897年）に宇多天皇の命により南に隣接する山科神社の神宮寺として創建されたという。かつては天台宗に属していたが、後に曹洞宗に改められている。
大石内蔵助が当寺の境内に邸宅を建てて永住を装ったことから大石寺とも呼ばれる。
本尊は秘仏で、円珍（智証大師）作と伝わる大聖不動明王像である。また、内蔵助の念持仏であったともいう。
内蔵助が閑居した邸宅は吉良邸討ち入り後に荒廃したが、後にその古材で茶室の「可笑庵」が作られたという。
当寺の北には大石内蔵助を祭神とする大石神社がある。

## 境内
- 本堂 - 文久年間（1861年 - 1864年）再建。本尊・大聖不動明王像の周りに赤穂四十七士の位牌が並べられている。
- 庫裏
- 宝物殿 - 大石内蔵助が使用したという文机や鍵付き貴重品箱、槍や茶道具などの遺品が保管、展示されている。
- 毘沙門堂 - 毘沙門天像の他、赤穂四十七士の像が安置されている。内蔵助が生前に四十七士の似顔絵を描かせており、後に寺坂吉右衛門がその絵を元に木像を作らせたのだという。
- 茶室「可笑庵」 - 内蔵助の邸宅の古材を用いて作られたという。
- 大石内蔵助手植えの紅梅
- 大石弁財天社
- 池
- 山門
- 大石稲荷社
- 地蔵堂
- 忠誠堂（納骨堂）
- 大石良雄遺髪塚 - 安永4年（1775年）築。寺坂吉右衛門が持ち帰ったという内蔵助の遺髪が納められている。
- 十三重石塔 - 横には1901年（明治34年）に建てられた大石良雄君隠棲址碑がある。

## 前後の札所
近畿三十六不動尊霊場
23 醍醐寺五大堂　-　24 岩屋寺　-　25 円満院

## 所在地
- 京都市山科区西野山桜の馬場町96